# لویزه حنون
لویزه حنون (عربی: لويزة حنون‎؛ زادهٔ ۷ آوریل ۱۹۵۴) رهبری حزب کارگران الجزایر (Parti des Travailleurs, PT) را بر عهده دارد. در سال ۲۰۰۴، او افتخار یافت که نخستین زن نامزد ریاست‌جمهوری الجزایر باشد. پیش از قانونی شدن احزاب سیاسی در سال ۱۹۸۸، حنون چندین بار توسط دولت زندانی شد.
او در سال ۱۹۸۱، درست زمانی که به سازمان کارگران اجتماعی تروتسکیست، که یک حزب غیرقانونی بود، پیوست، بازداشت گردید. پس از شورش‌های اکتبر ۱۹۸۸، که حاکمیت تک‌حزبی جبهه آزادی‌بخش ملی (FLN) را خاتمه داد، مجدداً دستگیر شد.
در زمان جنگ داخلی الجزایر در دهه ۱۹۹۰، حنون با شجاعت در پارلمان الجزایر صدایی برای مخالفان بود. باوجود ارزش‌های لائیک حزبش، او به‌شدت با سیاست «ریشه‌کن کردن» دولت علیه اسلام‌گرایان مخالفت ورزید. در ژانویه ۱۹۹۵، او سند تفاهم سنت اجیدیو را همراه با نمایندگان دیگر احزاب مخالف، از جمله جبهه نجات اسلامی، امضا کرد؛ حزبی که انحلال آن به آغاز جنگ داخلی انجامید.

## اوایل زندگی
با بهره‌گیری از سیستم آموزش رایگان و اجباری الجزایر، حنون تحصیلات متوسطه را به پایان رساند و توانست مدرک کارشناسی خود را دریافت کند. سپس به بخش حمل‌ونقل هوایی ملحق شد. او در دانشگاه عنابه به تحصیل حقوق پرداخت، تصمیمی که با مخالفت پدرش روبرو شد. حنون اظهار کرده است: «این حق تحصیل است که وضعیت و تصویر زنان در جامعه ما را به‌طور کامل تغییر خواهد داد و من تا حدی محصول همین تغییر هستم.»

## حزب کارگران
پس از شورش‌های اکتبر ۱۹۸۸، الجزایر در سال ۱۹۸۹ یک نظام چندحزبی را پذیرفت که این امر امکان تأسیس حزب کارگران توسط لویزه حنون را فراهم کرد. این حزب در سال ۱۹۹۰ با حکم سازمان کارگران سوسیالیست تأسیس شد. پلتفرم اصلی آن بر مبارزه طبقاتی بین کارگران یا «طبقات استثمارشده» و صاحبان یا «ستمگران» متمرکز است. این حزب یک حزب مستقل است که از جنبش ملی الجزایر حمایت می‌کند.
حنون از زمان تأسیس این حزب، رهبر و سخنگوی آن بوده و در اکتبر ۲۰۰۵ به‌عنوان دبیرکل حزب انتخاب شد. در سال ۲۰۰۷، ۲۳ حزب در انتخابات الجزایر شرکت کردند.

## کارزارهای انتخاباتی ریاست‌جمهوری
لویزه حنون نخستین تلاش خود برای شرکت در انتخابات ریاست‌جمهوری ۱۹۹۹ را انجام داد، اما این درخواست توسط شورای قانون اساسی رد شد.
با این حال، در انتخابات ریاست‌جمهوری الجزایر ۲۰۰۴، او به نخستین زن در سراسر جهان عرب تبدیل شد که برای ریاست‌جمهوری نامزد شد. تنها شش نامزد توسط شورای قانون اساسی تأیید شدند.
حنون یکی از یازده نامزدی بود که برای انتخابات ریاست‌جمهوری الجزایر ۲۰۰۹ ثبت‌نام کرد. برنامه او بر دفاع از اصل حاکمیت ملی و مخالفت با سیاست آزادسازی و خصوصی‌سازی شرکت‌های دولتی متمرکز بود. او توانست ۴٫۲۲٪ آرا را کسب کند و در میان شش نامزد، مقام دوم را به دست آورد. در این انتخابات، رئیس‌جمهور عبدالعزیز بوتفلیقه با کسب ۹۰٫۲۴٪ آرا برای سومین دوره انتخاب شد، اما این انتخابات به‌عنوان تقلبی محکوم گردید.
در انتخابات ریاست‌جمهوری الجزایر ۲۰۱۴، لویزه حنون با کسب تنها ۱٫۳۷٪ آرا در جایگاه چهارم قرار گرفت. در کنفرانس مطبوعاتی حزب، او شکست را پذیرفت و تأکید کرد که این انتخابات به‌درستی و این بار بدون هیچ‌گونه تقلب برگزار شده است. او اظهار داشت: «بوتفلیقه پیروز شده است، مردم ثبات را انتخاب کرده‌اند.»
در ژوئیه ۲۰۲۴، لویزه حنون اعلام کرد که از نامزدی خود انصراف می‌دهد و از «شرایط ناعادلانه‌ای» که کارزار انتخاباتی در آن برگزار می‌شد، انتقاد کرد. او رژیم الجزایر را متهم کرد که قصد دارد او را از رقابت حذف کند و مانع از نامزدی آزاد شود، بدون اینکه جزئیات بیشتری ارائه دهد. حنون همچنین از سازمان ملی مستقل انتخابات به دلیل ناکامی در مدیریت فرایند جمع‌آوری امضاها انتقاد کرد. او به کمبود تجهیزات فنی و ایجاد ترس و ارعاب توسط کارکنان شهرداری اشاره کرد.